# Webmonitoring
Webmonitoring ist die zielgerichtete Beobachtung, Extraktion, Analyse und Aufbereitung von Nennungen zu Unternehmen, Marken, Produkten, Personen, Nachrichten oder Themen im World Wide Web.

## Anwendungen
Webmonitoring erlaubt darüber hinaus das Überwachen der eigenen Website aus Sicht der Nutzer von jedem Punkt der Erde aus. So lässt sich zum Beispiel simulieren, wie schnell sich die eigene Webseiten für einen Nutzer etwa in den USA oder in Südamerika aufbauen. Auch das Überwachen und die Analyse kompletter Klickpfade beim Online-Shopping zählt dazu, um Fehlerquellen oder Gründe für das Abspringen zu finden. Eine Form des Webmonitoring ist das Online-Presseclipping (auch ON-Press-Monitoring genannt), bei dem speziell nach im Internet publizierten Pressemitteilungen und Nachrichten gesucht wird.
Das Webmonitoring kann entweder manuell oder automatisiert, mit Hilfe von eigens dafür programmierter Software, vonstattengehen. Vollständig automatisiertes Monitoring ist dabei gegenüber manuell lektoriertem Monitoring oft kostengünstiger, hat jedoch den Nachteil, dass irrelevante Inhalte die Suchergebnisse im gewissen Maße unbrauchbar machen können.
Daher ist es besser, die Ergebnisse einer automatisierten Suche vor der Auswertung von einer (mehrsprachigen) Expertengruppe durchsehen zu lassen.